# Kimbell Art Museum
Kimbell Art Museum  är ett konstmuseum i Fort Worth i Texas som invigdes 1972. 
Kimbell Art Foundation, som äger och driver museet, grundades 1936 av Kay Kimbell(en) och hans hustru Vilma Fuller tillsammans med Kimbells syster och hennes man, Dr och Mrs Coleman Carter. När Kimbell dog 1964 testamenterade han sin samling och hela personliga förmögenhet till stiftelsen. 
Museets byggnad uppfördes 1972 efter ritningar av den amerikanske arkitekten Louis Kahn. En utbyggnad av den italienska arkitekten Renzo Piano invigdes 2013 och ger nu plats för specialutställningar och ett auditorium med 298 platser.
Samlingen omfattar omkring 350 verk och sträcker sig från antiken till 1900-talet. Den inkluderar europeiska mästerverk av konstnärer som Fra Angelico, Michelangelo, Caravaggio, Nicolas Poussin, Diego Velázquez, Claude Monet, Pablo Picasso och Henri Matisse. Därtill äger museet klassiska antikviteter samt asiatisk, precolumbiansk och afrikansk konst.

## Urval av målningar i kronologisk ordning

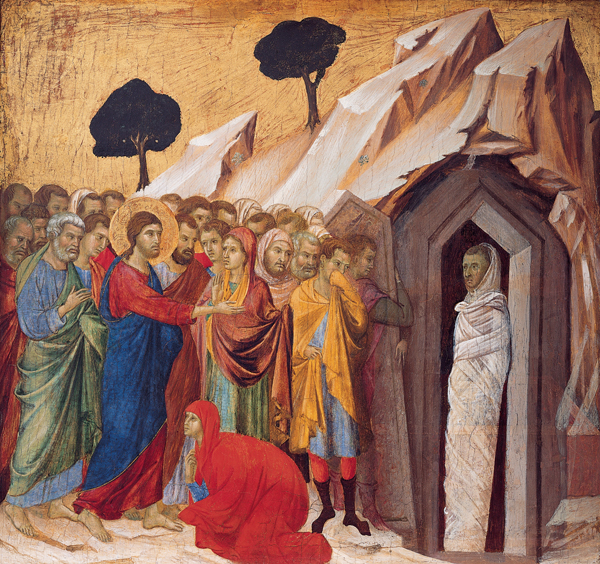
Duccio di Buoninsegna, Lazarus uppväckelse (cirka 1310).
Den helige Antonius frestelse är tillskriven Michelangelo (cirka 1488).
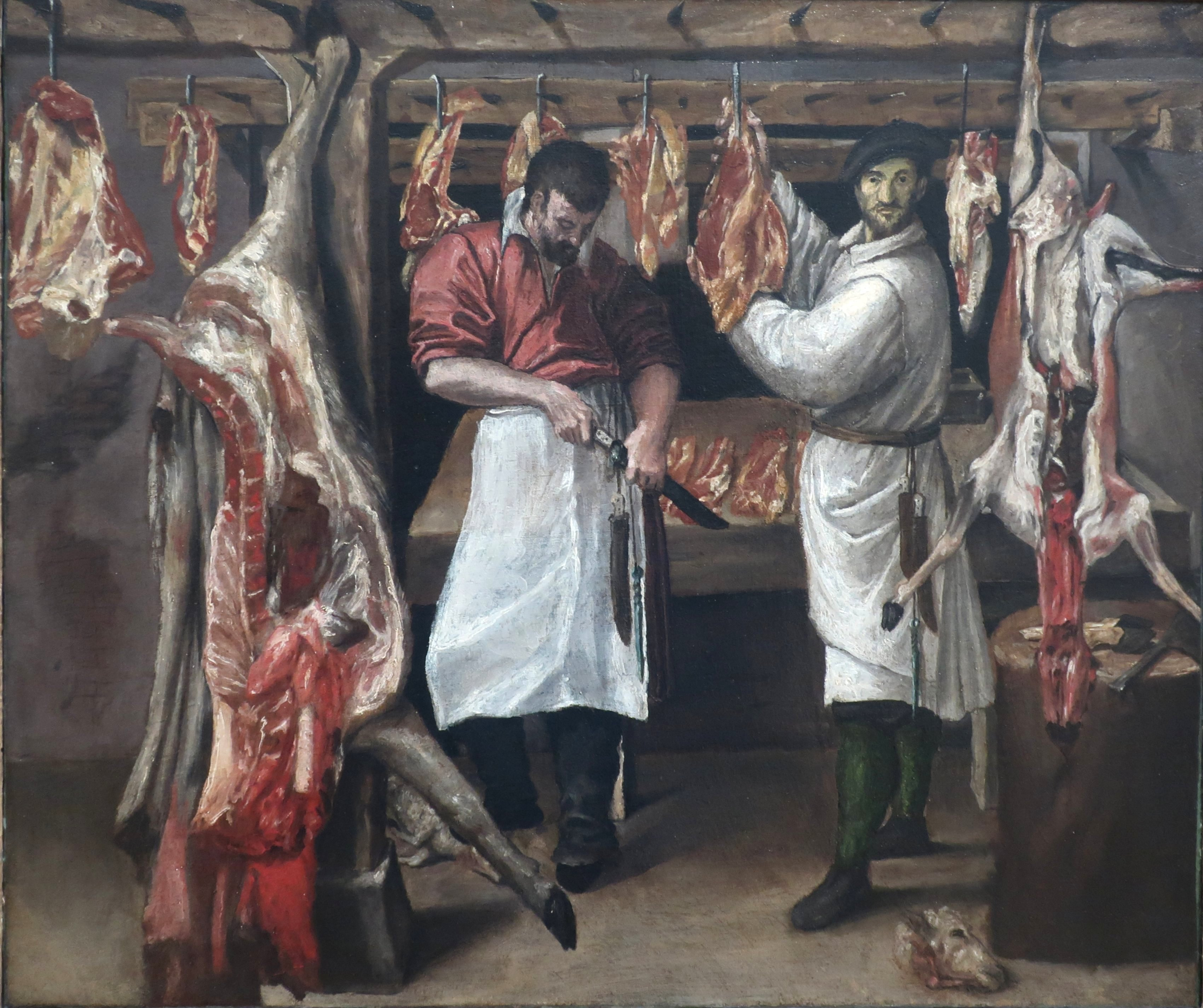
Annibale Carracci, Slaktarboden (1580).
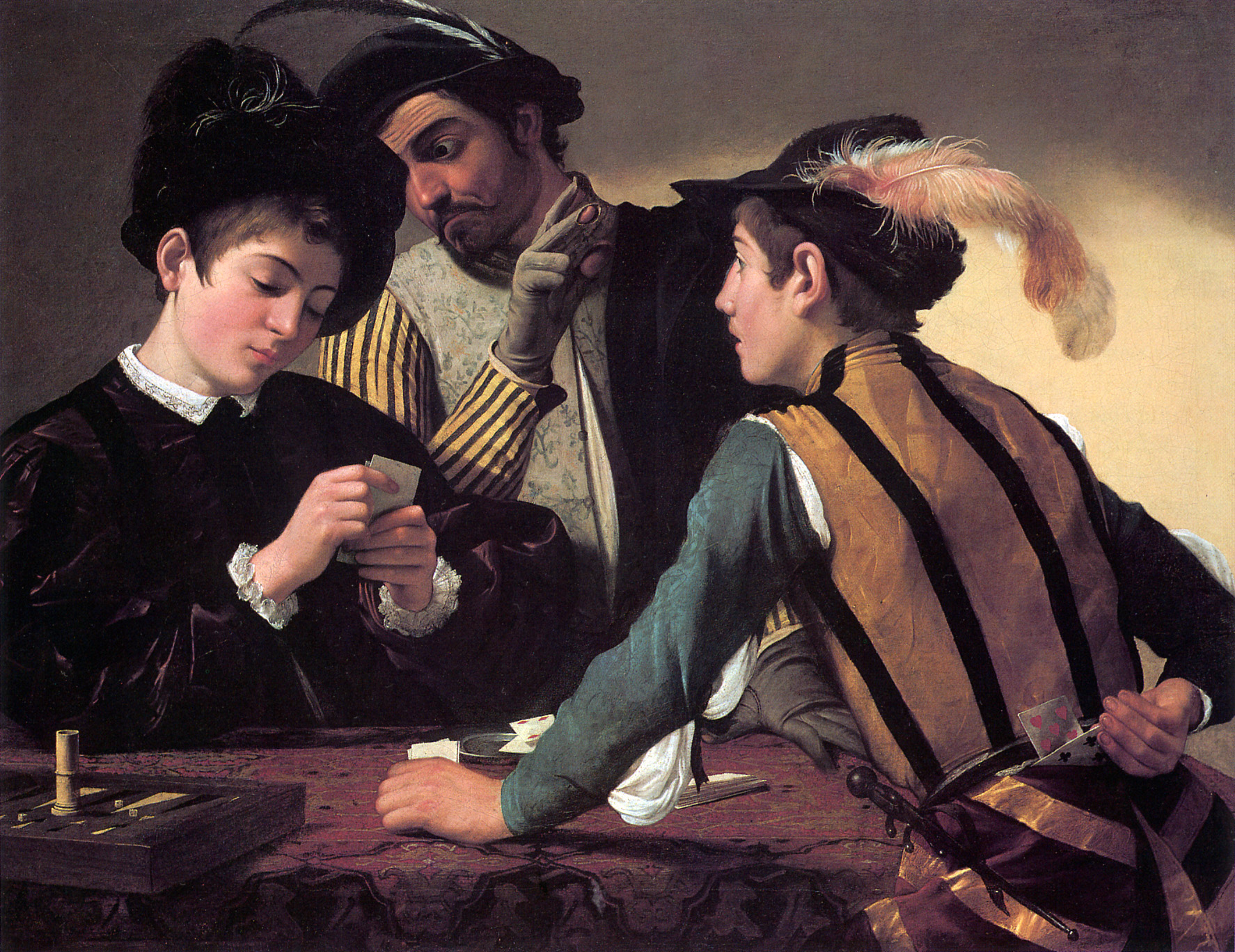
Caravaggio, Falskspelarna (1595)
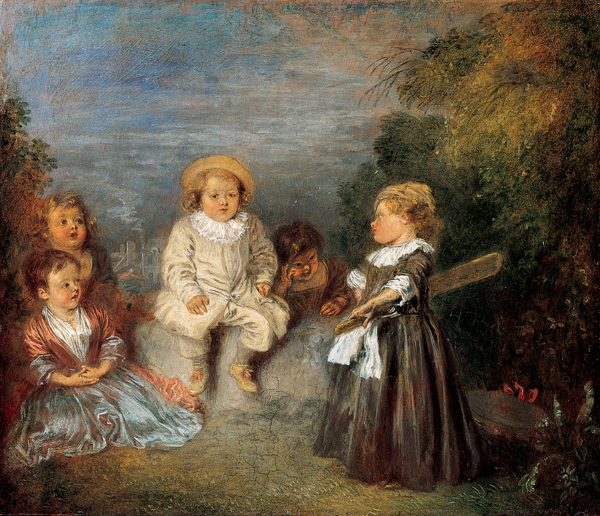
Antoine Watteau, Lyckliga tid! Gyllene tid! (1716–1720).
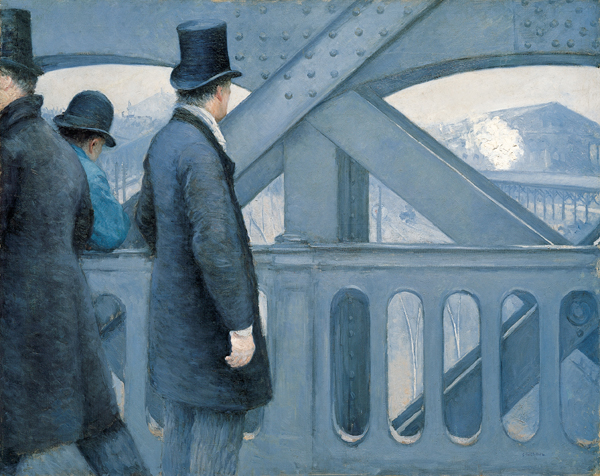
Gustave Caillebotte, Sur le Pont de l'Europe 1876–1877